# St-Martin (Saint-Martin-des-Puits)

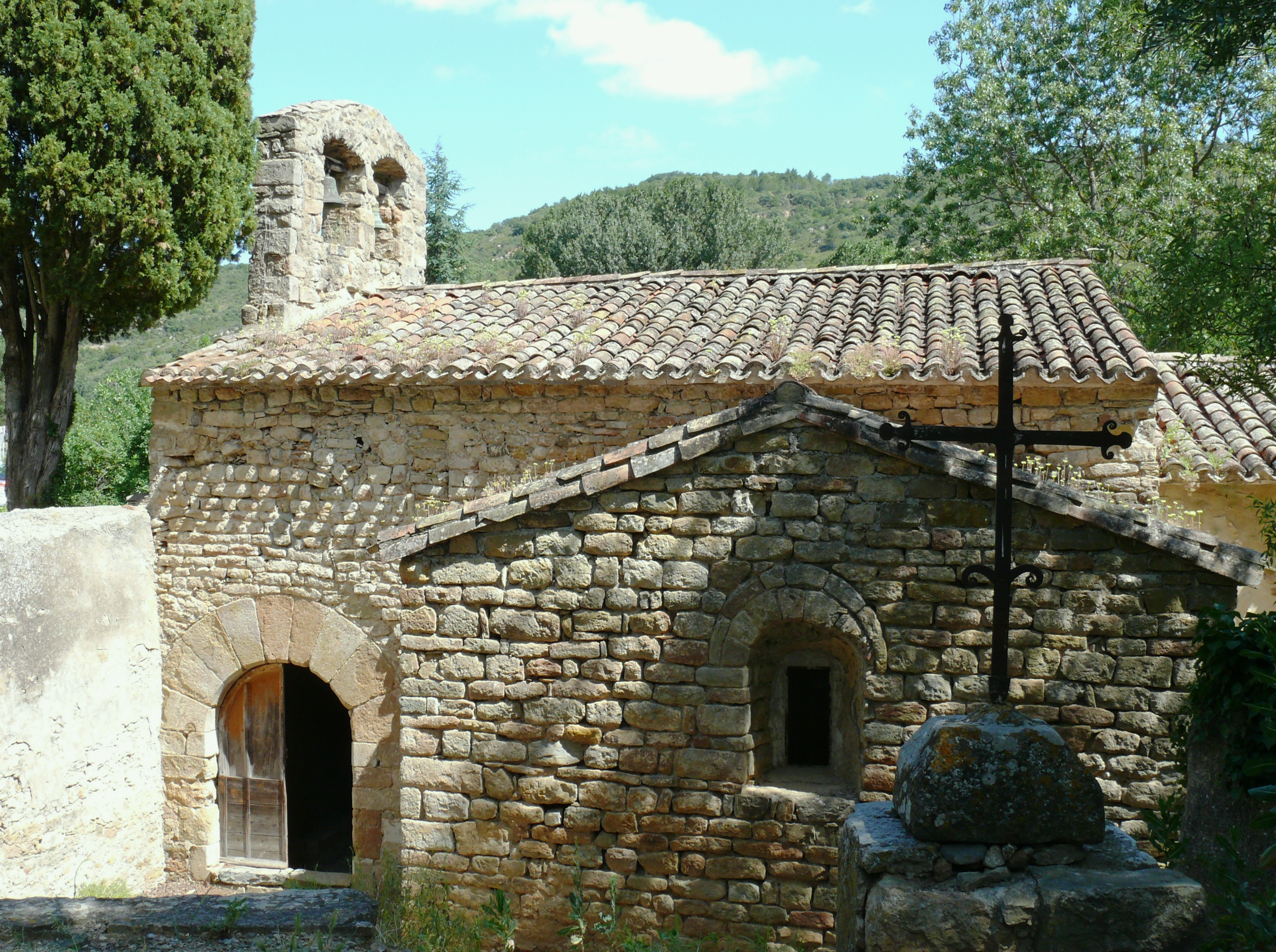
Kirche St-Martin

Die kleine vorromanische Kirche St-Martin in Saint-Martin-des-Puits gehört zu den kunsthistorischen Kleinodien des Languedoc. Sie wurde im Jahr 1951 in die Liste der Monuments historiques aufgenommen.

## Lage
Die Kirche liegt unmittelbar an der D 212 im Ort Saint-Martin-des-Puits. Durch das im Lauf der Jahrhunderte erhöhte Straßenniveau ist der wohl ehemals vorhandene Eingang im Westen der Kirche verschüttet worden.

## Baugeschichte
Über das Alter des Kirchleins wird immer noch gerätselt. Nur so viel scheint sicher: Trotz der Einheitlichkeit der Steinbearbeitung im Äußeren entstammen Chor, Langhaus und Seitenkapelle unterschiedlichen Bauphasen. Auch der oder die Auftraggeber sind unbekannt – bei einer frühen Bauzeit kommt eigentlich nur ein Kloster in Frage; bei einer späten Bauzeit (nach 1000) könnten es auch die Dorfbewohner selbst gewesen sein, die die Kirche als Pfarrkirche errichteten.

## Architektur

### Außenbau
Der Kirchenbau ist nahezu mörtellos aus kleinen, nur grob behauenen, Kalksteinen der Corbières errichtet. Lediglich das Südportal zeigt einen Bogen aus großen, trapezförmig behauenen und an der Oberfläche geglätteten Steinen. Während die Steinlagen des Mauerwerks zumeist recht regelmäßig angeordnet sind, sind die Steine im oberen Bereich der Kirchenschiffwand recht chaotisch verlegt, was auf eine spätere Umbaumaßnahme schließen lässt. Über der vollkommen schmucklosen Westfassade erhebt sich ein zweigeteilter Glockengiebel.

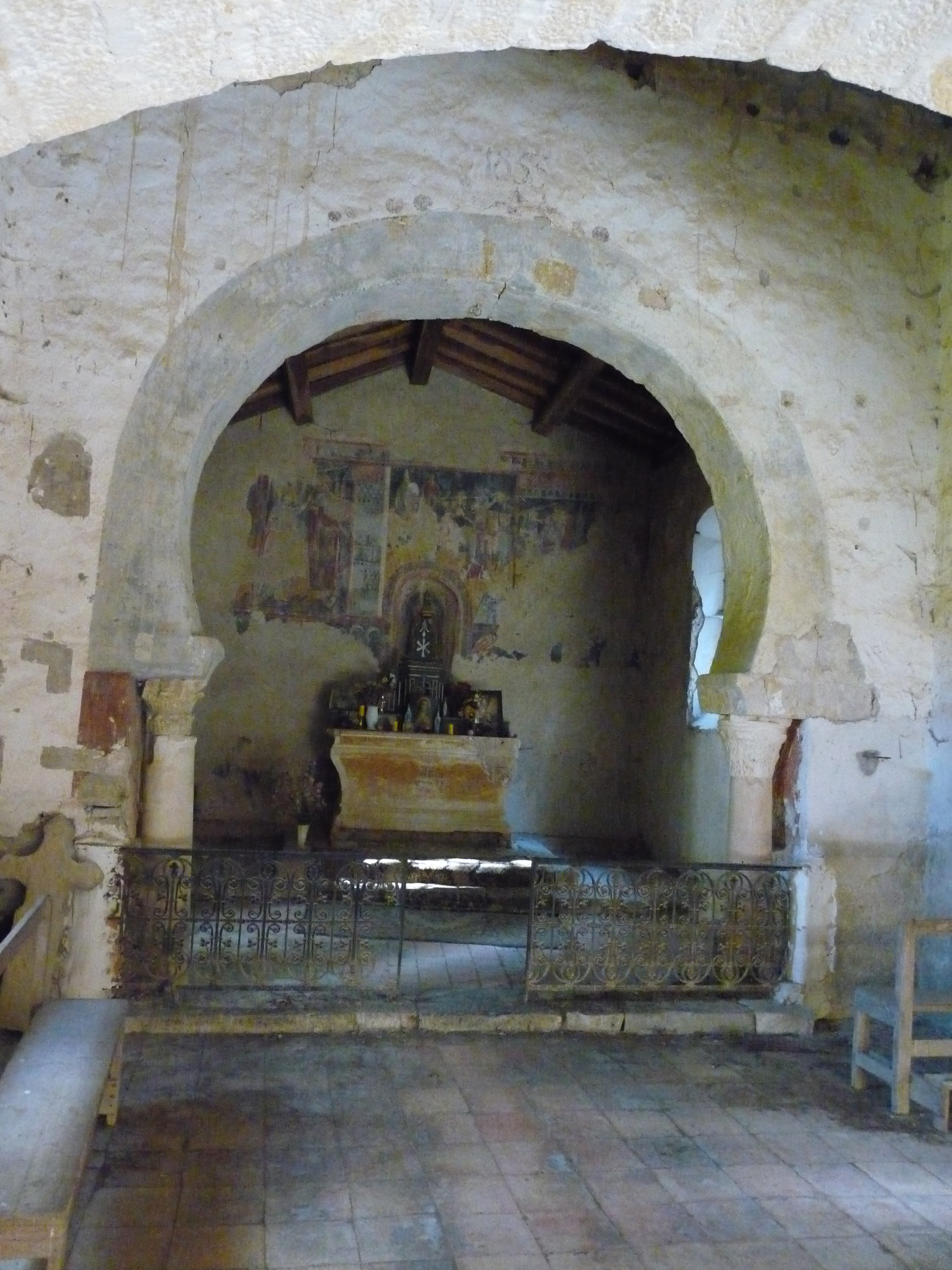
St-Martin – Innenraum mit Triumphbogen

### Innenraum
Der einschiffige Kirchenraum ist verputzt und zeigt weder Wandvorlagen noch irgendeine andere Bauzier; er wird von einem Bogen in zwei Joche geteilt und ist eingewölbt. Auf der Südseite – unmittelbar an das Kirchenschiff angrenzend – befindet sich eine kleine Kapelle aus dem 11. Jahrhundert, die beinahe den Charakter eines Querschiffs annimmt. Der Chor ist schmaler und niedriger als das Langhaus; er hat einen offenen Dachstuhl und wird durch ein vergleichsweise großes Fenster in der Südwand belichtet.
Zwischen beiden Bauteilen befindet sich ein großer Triumphbogen aus exakt behauenen und zusammengefügten Steinen. Seine Enden sind eingezogen (Hufeisenbogen) und ruhen auf Spolien, d. h. auf wiederverwendeten antiken Kapitellen und Säulen, deren unterer Teil noch ca. einen Meter tief im Boden steckt. Bei genauerem Hinsehen erkennt man, dass das linke untere Bogenende etwa 15 Zentimeter höher liegt als das rechte.
Zu diesem – für den kleinen Kirchenbau – beinahe überdimensionierten Bogen gehen die Meinungen auseinander: Während ein Teil der Forscher mozarabische Einflüsse zu erkennen glaubt, was eine Datierung um das Jahr 1000 oder wenig später zur Folge hätte, sieht ein anderer Teil sogar noch ältere westgotische Einflüsse am Werk und datiert den Bogen – und damit auch den Chor der Kirche – wesentlich früher (9. oder 10. Jahrhundert).

## Fresken

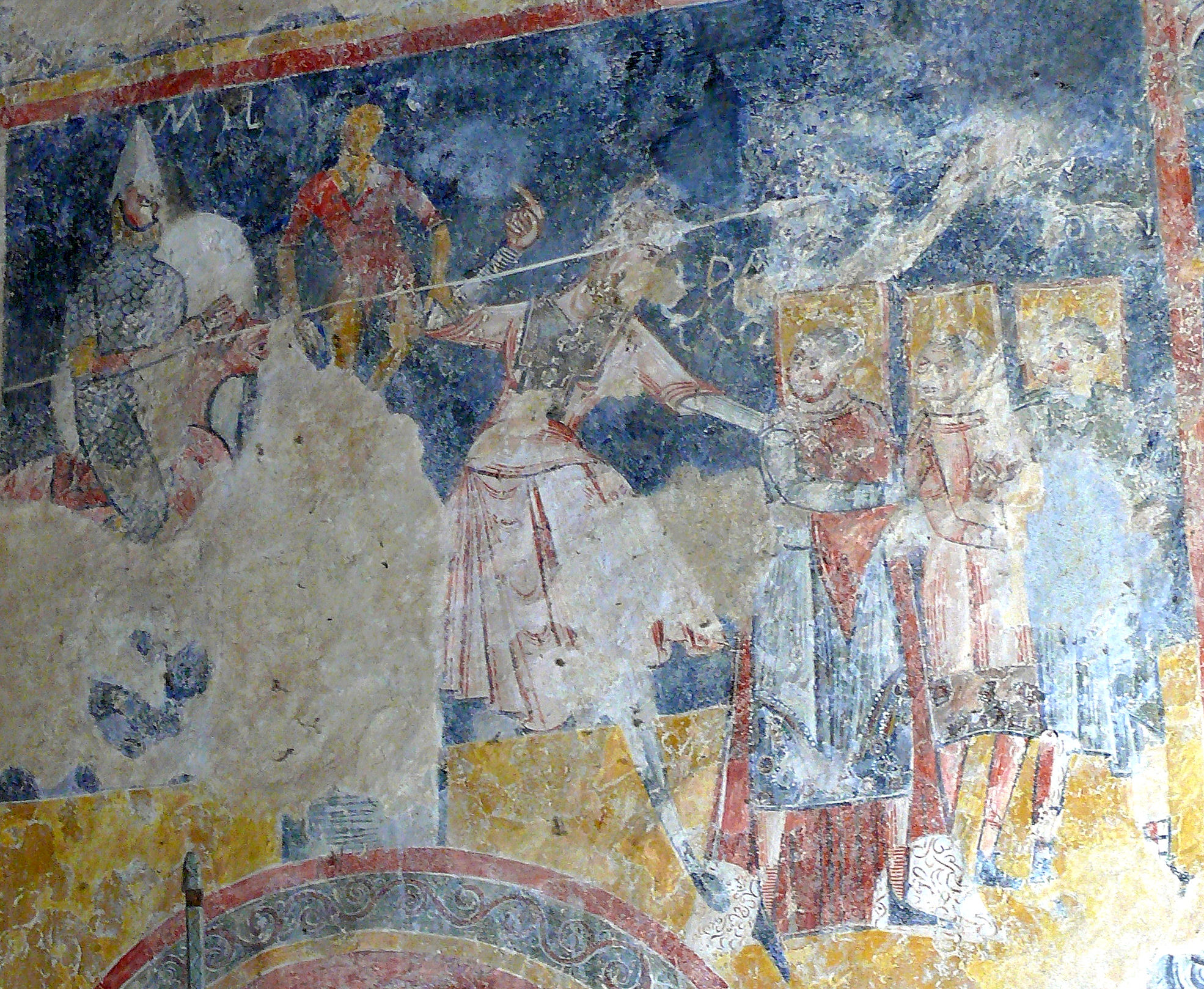
St-Martin – Fresko: Die drei Jünglinge (mit quadratischen Nimben) im Feuerofen

Ein weiterer Schatz der Kirche sind die Reste von romanischen Fresken im Chor, über deren Alter (12. Jahrhundert) weitgehend Einigkeit besteht, wenngleich auch Schichten von späteren Übermalungen gefunden wurden, die letztlich die alten Malereien geschützt haben. Diese erinnern in ihrer Figurengestaltung und ihrer starken Farbigkeit an die Fresken aus dem Vall de Boí und Val d’Aran, die heute allesamt im Museu Nacional d’Art de Catalunya (MNAC) in Barcelona aufbewahrt werden. Auf der französischen Seite Kataloniens, dem Roussillon, ist Vergleichbares nur in der Chapelle Saint-Martin de Fenollar erhalten.
Die Themen jedoch sind – auch wegen des schlechten Erhaltungszustands – weitgehend unklar: Eine Verkündigungsszene ist erkennbar; eine andere Szene wurde – aufgrund von Inschriften – als Darstellung des alttestamentlichen Themas der „Drei Jünglinge im Feuerofen“ (Dan 3 ) identifiziert. Am besten erhalten sind drei Löwen.